# Francisco Verdugo Cabrera
Francisco Verdugo Cabrera (25 de julho de 1561 – 20 de julho de 1636) foi um prelado católico romano espanhol que serviu como bispo de Ayacucho o Huamanga de 1622 a 1636. Como a notícia da sua morte ainda não havia chegado à Europa, ele foi nomeado postumamente arcebispo do México.

## Biografia
Francisco Verdugo Cabrera nasceu em Carmona, em Espanha. A 14 de março de 1622, foi nomeado durante o papado de Gregório XV como Bispo de Ayacucho o Huamanga. No dia 27 de dezembro de 1622, foi consagrado bispo por Luis Jerónimo Oré, bispo de Concepción. A 20 de julho de 1636, faleceu como bispo de Ayacucho o Huamanga. Como a notícia da sua morte ainda não havia chegado à Europa, foi nomeado a 9 de setembro de 1636, durante o papado de Urbano VIII, como Arcebispo do México.